# Jokin Bildarratz Sorron
Jokin Bildarratz Sorron (Tolosa, Guipúzcoa, 15 de marzo de 1963) es un político español perteneciente al PNV. Ha sido alcalde de Tolosa y presidente de EUDEL. Entre 2020 y 2024, fue consejero de Educación del Gobierno Vasco.

## Biografía
Es diplomado en Magisterio en la especialidad de Ciencias Naturales y licenciado en Ciencias Políticas y Sociología. Después de trabajar en la docencia y de haber dirigido un centro escolar se dedicó al periodismo, siendo profesional del grupo Euskal Irrati Telebista (EITB).

### Trayectoria política
Fue parlamentario vasco por el PNV desde el 27 de septiembre de 2001, cuando sustituyó a Josu Jon Imaz, hasta el 10 de diciembre del mismo año que fue reemplazado por Luke Uribe-Etxebarria. Formó parte como vocal de la comisión de Economía, Hacienda y Presupuestos; de la de Educación y Cultura; de la de Control Parlamentario a EITB; y de la de Mujer y Juventud.
Fue senador en la VII legislatura.
Sustituyó al alcalde de Lejona Karmelo Sáinz de la Maza como presidente de EUDEL, la asociación de municipios vascos y es también miembro de su ejecutiva. 
Fue concejal del ayuntamiento de Tolosa durante una legislatura antes de ser alcalde de dicho consistorio durante dos legislaturas, con mayoría absoluta en la segunda. Perdió la alcaldía en las elecciones de 2011, en las que la candidatura del PNV obtuvo siete concejales, frente a los ocho de Bildu, uno del PSE-EE y otro de Aralar.